# Étoile de Bessèges 1997
L'Étoile de Bessèges 1997, ventisettesima edizione della corsa, si svolse dal 5 al 9 febbraio su un percorso di 700 km ripartiti in 5 tappe. Fu vinta dal francese Patrice Halgand della Festina-Lotus davanti al polacco Zbigniew Spruch e allo svizzero Bruno Boscardin.

## Tappe
| Tappa  | Data       | Percorso                                 | km  | Vincitore di tappa | Leader cl. generale |
| ------ | ---------- | ---------------------------------------- | --- | ------------------ | ------------------- |
| 1ª     | 5 febbraio | Nîmes > Nîmes                            | 143 | Patrice Halgand    | Patrice Halgand     |
| 2ª     | 6 febbraio | Sète > Sète                              | 138 | Ján Svorada        | Patrice Halgand     |
| 3ª     | 7 febbraio | Saint-Florent-sur-Auzonnet > Les Fumades | 138 | Ján Svorada        | Patrice Halgand     |
| 4ª     | 8 febbraio | Laudun-l'Ardoise > Laudun-l'Ardoise      | 139 | Emmanuel Magnien   | Patrice Halgand     |
| 5ª     | 9 febbraio | Molières-sur-Cèze > Bessèges             | 142 | Ján Svorada        | Patrice Halgand     |
| Totale | Totale     | Totale                                   | 700 |                    |                     |

## Dettagli delle tappe

### 1ª tappa
- 5 febbraio: Nîmes > Nîmes – 143 km

| Pos. | Corridore       | Squadra       | Tempo    |
| ---- | --------------- | ------------- | -------- |
| 1    | Patrice Halgand | Festina-Lotus | 3h13'09" |
| 2    | Eros Poli       | Gan           | s.t.     |
| 3    | Bruno Boscardin | Festina-Lotus | s.t.     |

| Pos. | Corridore       | Squadra       | Tempo    |
| ---- | --------------- | ------------- | -------- |
| 1    | Patrice Halgand | Festina-Lotus | 3h12'59" |
| 2    | Eros Poli       | Gan           | a 4"     |
| 3    | Bruno Boscardin | Festina-Lotus | a 6"     |

### 2ª tappa
- 6 febbraio: Sète > Sète – 138 km

| Pos. | Corridore     | Squadra       | Tempo    |
| ---- | ------------- | ------------- | -------- |
| 1    | Ján Svorada   | Mapei-GB      | 3h22'58" |
| 2    | Marcel Wüst   | Festina-Lotus | s.t.     |
| 3    | Jaan Kirsipuu | Casino        | s.t.     |

| Pos. | Corridore       | Squadra       | Tempo    |
| ---- | --------------- | ------------- | -------- |
| 1    | Patrice Halgand | Festina-Lotus | 6h35'56" |
| 2    | Eros Poli       | Gan           | a 4"     |
| 3    | Bruno Boscardin | Festina-Lotus | a 6"     |

### 3ª tappa
- 7 febbraio: Saint-Florent-sur-Auzonnet > Les Fumades – 138 km

| Pos. | Corridore          | Squadra  | Tempo    |
| ---- | ------------------ | -------- | -------- |
| 1    | Ján Svorada        | Mapei-GB | 3h15'43" |
| 2    | Frédéric Moncassin | Gan      | s.t.     |
| 3    | Jo Planckaert      | Lotto    | s.t.     |

| Pos. | Corridore       | Squadra       | Tempo    |
| ---- | --------------- | ------------- | -------- |
| 1    | Patrice Halgand | Festina-Lotus | 9h51'39" |
| 2    | Eros Poli       | Gan           | a 5"     |
| 3    | Bruno Boscardin | Festina-Lotus | s.t.     |

### 4ª tappa
- 8 febbraio: Laudun-l'Ardoise > Laudun-l'Ardoise – 139 km

| Pos. | Corridore        | Squadra       | Tempo    |
| ---- | ---------------- | ------------- | -------- |
| 1    | Emmanuel Magnien | Festina-Lotus | 3h12'57" |
| 2    | Zbigniew Spruch  | Mapei-GB      | s.t.     |
| 3    | Jaan Kirsipuu    | Casino        | s.t.     |

| Pos. | Corridore       | Squadra       | Tempo     |
| ---- | --------------- | ------------- | --------- |
| 1    | Patrice Halgand | Festina-Lotus | 13h04'36" |
| 2    | Zbigniew Spruch | Mapei-GB      | a 5"      |
| 3    | Bruno Boscardin | Festina-Lotus | a 6"      |

### 5ª tappa
- 9 febbraio: Molières-sur-Cèze > Bessèges – 142 km

| Pos. | Corridore      | Squadra  | Tempo    |
| ---- | -------------- | -------- | -------- |
| 1    | Ján Svorada    | Mapei-GB | 3h21'42" |
| 2    | Elio Aggiano   | Refin    | a 2"     |
| 3    | Enrico Cassani | Polti    | a 11"    |

| Pos. | Corridore       | Squadra       | Tempo     |
| ---- | --------------- | ------------- | --------- |
| 1    | Patrice Halgand | Festina-Lotus | 16h26'42" |
| 2    | Zbigniew Spruch | Mapei-GB      | a 5"      |
| 3    | Bruno Boscardin | Festina-Lotus | a 6"      |

## Classifiche finali

### Classifica generale
| Pos. | Corridore       | Squadra                   | Tempo     |
| ---- | --------------- | ------------------------- | --------- |
| 1    | Patrice Halgand | Festina-Lotus             | 16h26'42" |
| 2    | Zbigniew Spruch | Mapei-GB                  | a 5"      |
| 3    | Bruno Boscardin | Festina-Lotus             | a 6"      |
| 4    | Eros Poli       | Gan                       | s.t.      |
| 5    | Rodolfo Massi   | Casino-C'est votre équipe | a 10"     |
| 6    | Laurent Roux    | TVM-Farm Frites           | a 12"     |
| 7    | Ján Svorada     | Mapei-GB                  | a 1'01"   |
| 8    | Elio Aggiano    | Refin-Mobilvetta          | a 1'34"   |
| 9    | Gérard Rué      | Gan                       | a 1'48"   |
| 10   | Peter Farazijn  | Lotto-Mobistar-Isoglass   | s.t.      |